# Daniel Chávez Morán
Daniel Jesús Chávez Morán (Delicias, Chihuahua; 16 de noviembre de 1951) es un ingeniero civil, desarrollador de hoteles de lujo, ya retirado

## Biografía
Daniel Jesús Chávez Morán nació el 16 de noviembre de 1951, en Delicias, Chihuahua, México. 
Es ingenierío civil titulado de la Universidad de Guadalajara en 1973.
Se destacó como un empresario desarrollador de hoteles de alta gama y ha sido acreditado con la modernización de la industria mexicana del turismo desde la década de 1990. 

## Grupo Vidanta
Su empresa Grupo Vidanta construyó algunos de los centros de turismo más reconocidos en México, entre los cuales están Mayan Palace y The Grand Mayan resorts. 
En 2002, fundó la Fundación Delia Moran A.C., la cual se enfoca en ayudar a niños de bajos recursos a través de la construcción de escuelas de apoyo educativo. Ése impulso filantrópico y emprendedor, quizás lo heredara de su bisabuelo Miguel Morán y González (1820-1903). Empresario, político y filántropo Leonés. Diputado en Cortes de España y Presidente de la Sociedad Amigos del País, precursores en la difusión de nuevas ideas y conocimientos científicos y técnicos de la Ilustración; impulsores, entre otras conquistas, de las Cajas de Ahorro Españolas.
En 2005 se retiró de sus tareas ejecutivas para enfocarse más en su familia y en la filantropía. Para ello, en ese año también fundó la Fundación Grupo Mayan, la cual es una institución sin fines de lucro que tiene como principal objetivo la promoción de la ciencia y la cultura para el bien común. La Fundación inició sus actividades en 2005 con el nombre de Fundación Grupo Mayan. A partir del 1 de mayo de 2008 tomó el nombre de Fundación Grupo Vidanta que refleja mejor la situación que caracteriza al conjunto de empresas que conforman el Grupo Vidanta. Este grupo está integrado por numerosas empresas y Grupo Mayan es, entre ellas, una de las más importantes.
Fue miembro del Consejo Consultivo de Seguridad Ciudadana de las Naciones Unidas en América Latina que se preparó en 2014.

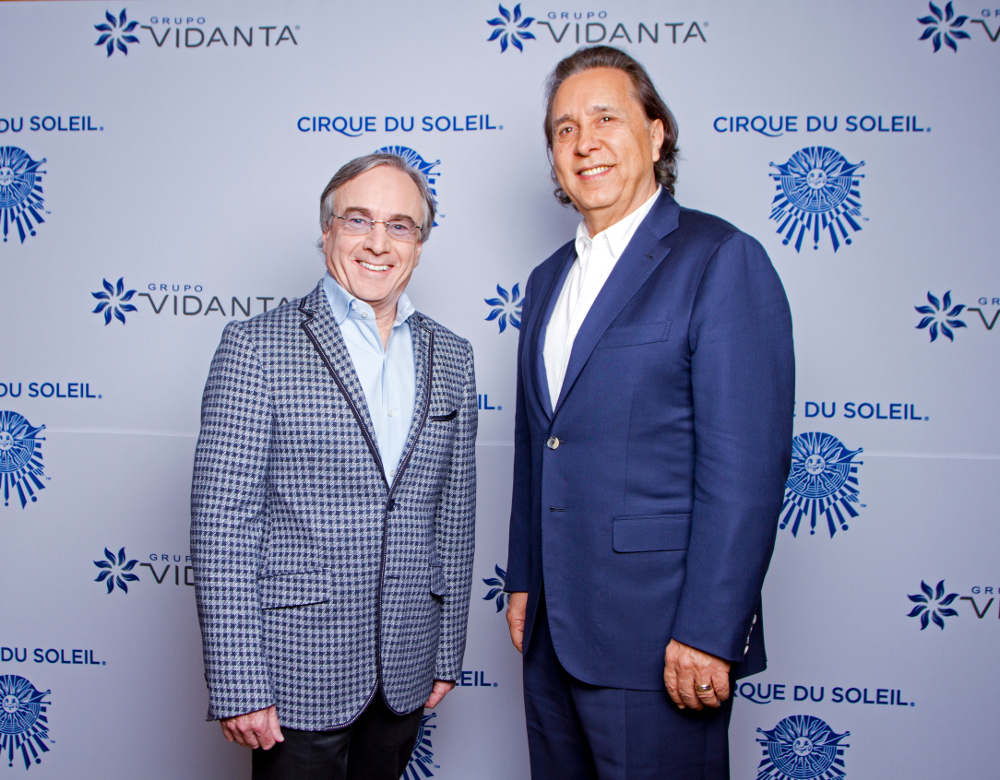
Daniel Chávez Morán con Daniel Lammare del Cirque du Soleil

En ese año, junto con el grupo hotelero que encabeza, dio la bienvenida al primer espectáculo permanente de Cirque du Soleil en México titulado Joyà.
Su labor social y empresarial ha sido reconocida en varias ocasiones, ganando premios como la "Llave Del Progreso" en el año 2014 y siendo reconocido en 2010 y 2014 como uno de los empresarios más importantes de México por la CNN y por la revista Forbes en 2013.
En abril de 2016, Daniel Chávez Morán anunció que el Grupo Vidanta invertirá cerca de 150 millones de dólares y se asociará con Hakkasan Group. Así mismo, en 2018 el Grupo Vidanta abrirá un parque temático con el Cirque du Soleil en Nuevo Vallarta.

## Premios y condecoraciones
- El 17 de noviembre de 2015, se le entregó a Chávez Morán el "premio de liderazgo en las Américas", en reconocimiento por sus inversiones filantrópicas.[12]

- El 9 de marzo de 2016, Chávez Morán fue nombrado Empresario del Año en la categoría de Turismo por la Confederación de Cámaras de Comercio, Servicios y Turismo de México (CONCANACO Servytur). El presidente de México, Enrique Peña Nieto, presentó el premio por sus esfuerzos relacionados con el turismo en México.[13][14]

- El 11 de marzo de 2016, Chávez Morán ganó el Premio al Empresario Nacional de la Universidad Nacional Autónoma de México (UNAM). Recibió este premio por sus logros y por los proyectos innovadores que ha creado, los cuales han tenido un gran impacto social. El presidente de México, Enrique Peña Nieto, presentó el premio en la Ciudad de México.[15]